# تالة وميمو
تالة وميمو مسلسل رسوم متحركة صنع بلجيكي لوكسمبورغي عرض لأول مره بين عامي 1994-1998 . تمت دبلجة المسلسل للعربية .

## روابط خارجية
- Article sur la série Pivoine et Pissenlit